# Emly Starr
Emly Starr (pseudoniem van Marie-Christine Mareels, Wetteren, 5 september 1957) is een Belgische zangeres die vooral bekend is vanwege haar deelname aan het Eurovisiesongfestival 1981.

## Carrière
Emily Starr groeide op in Laarne. Ze begon op vroege leeftijd onder de artiestennaam "Heidi", maar veranderde die later in Emly Starr (aanvankelijk met één "r"), waarmee ze Engelstalige pop- en disconummers bracht. In 1978 was ze te zien in de korte film Santiago Lovers van Romano Ferrari.
Samen met enkele dansers en danseressen vormde ze de disco-act "Emly Starr Explosion". Hiermee nam ze in 1980 deel aan het 11e World Popular Song Festival in Tokio (Japan), waar ze in de finale achtste werd met het nummer Mary Brown; winnares werd de Amerikaanse Mary McGregor met What's the use?.
In 1981 won ze Eurosong en mocht zo deelnemen aan het Eurovisiesongfestival in Dublin, met het nummer Samson. In het achtergrondkoortje zongen toen Bob Baelemans, Fred Beekmans en Nancy Dee de backing vocals. Ze behaalde er de 13e plaats.
In 1985 speelde ze de rol van Erika in de langspeelfilm Springen van Jean-Pierre De Decker, waarvan ze ook de titelsong Jump in the dark zong.
Wat later zette ze een punt achter haar carrière als zangeres en ging ze zich bezighouden met de zakelijke kant van de showbusiness, samen met haar man, zanger/producent/componist Tony Winter (pseudoniem van Frans De Schrijver, die onder een ander pseudoniem, "Kick Dandy", haar songfestivalliedjes Mary Brown en Samson had gecomponeerd). Samen baten ze het "Globe Show Center" in Denderleeuw uit, een bedrijf dat een televisiestudiocomplex omvat waar in 1989 het eerste seizoen van het muziekprogramma 10 om te zien werd opgenomen. Het Center verhuurt ook showbizzapparatuur en organiseert speciale evenementen in binnen- en buitenland.

## Discografie

### Singles
- Tears Of Gold / idem instr. (1976)
- Back to the Beatles / I'll risk it (1977; als "Emly Star" op de hoes)
- Cha Cha D'Amore / idem instr. (1977)
- Dance of love / My Time (is your time) (1977)
- No No Sheriff / idem instr. (1978)
- Santiago Lover / idem instr. (1978)
- Baby love me / idem instr. (1979)
- Hey Aloha (Honolulu) / Baby love me (1979)
- Rock and roll woman / I need help (1980)
- Do Svidaanja / Bee bop boogie (1980)
- Get Up / Music in the air (1980)
- Mary Brown / Rock 'n' Roll Woman (1980, Japan)
- Sweet Lips / Hang On (1981)
- Let Me Sing / Baby I need your loving (1981)
- Samson (Samson & Delilah) (1981, Nederlandstalige en Engelstalige versies)
- Dynamite / idem instr. (1982)
- Key To Your Heart / The Letter (1983)
- Jump in the Dark / I know (how to love you) (1986), titelsong van de film Springen.

### Albums
- Emly Starr (1980)
- The Letter (1984)